# Nils Sandberg (konstnär)
Nils Oskar Sandberg, född 11 september 1895 i Karlskrona, död där 24 maj 1976, var en svensk skulptör, målare och tecknare
Han var son till skräddarmästaren Nils Olof Sandberg och Anna Angelie Charlotta Carolina Andersson och från 1925 gift med Märta Lundgren. Fram till 1940 arbetade Sandberg med affärsverksamhet och samtidigt med sitt arbete bedrev han självstudier inom skulptur. Separat debuterade han med en utställning i Karlskrona 1949 och tillsammans med Tage Håkansson ställde han ut 1951 och han medverkade i samlingsutställningar arrangerade av Karlskrona konstförening. Bland hans offentliga arbeten märks en porträttbyst i brons för Verkstadsskolorna i Karlskrona och träskulpturen Beredskapsmannen för Karlskronas grenadjärregemente (förvaras numera vid Blekinge museum), ett krucifix för Svenska kyrkan i London samt ett flertal skulpturer i polykrom terrakotta eller trä för kyrkor i Blekinge och Småland. Hans främsta intresseområde var den sakrala skulpturen men han utförde även teckningar i kok eller krita och ett mindre antal målningar.